# Università di Dacca
L'Università di Dacca (bengalese: ঢাকা বিশ্ববিদ্যালয় ɖʰaka biʃʃobid̪d̪alɔe̯, conosciuta anche come Dhaka University o semplicemente DU), è la più antica università del moderno Bangladesh. 

## Storia
Fondata nel 1921 durante l'impero anglo-indiano, ha dato un contributo significativo alla storia moderna del Bangladesh. Dopo la partizione dell'India, diventa il punto focale dei movimenti progressisti e democratici in Pakistan. I suoi studenti e docenti hanno avuto un ruolo fondamentale nell'ascesa del nazionalismo bengalese e nell'indipendenza del Bangladesh.
È la più grande università pubblica del Bangladesh, con un corpo studenti di circa 33000 unità e fin dagli anni '90 è stata coinvolta in scontri politici a volte violenti promossi dai partiti del Bangladesh.

## Campus

### Strutture residenziali
Ci sono 23 residence per studente e dormitori per docenti e funzionari universitari.

#### Residence
1. A.F. Rahman Hall
2. Amar Ekushey Hall

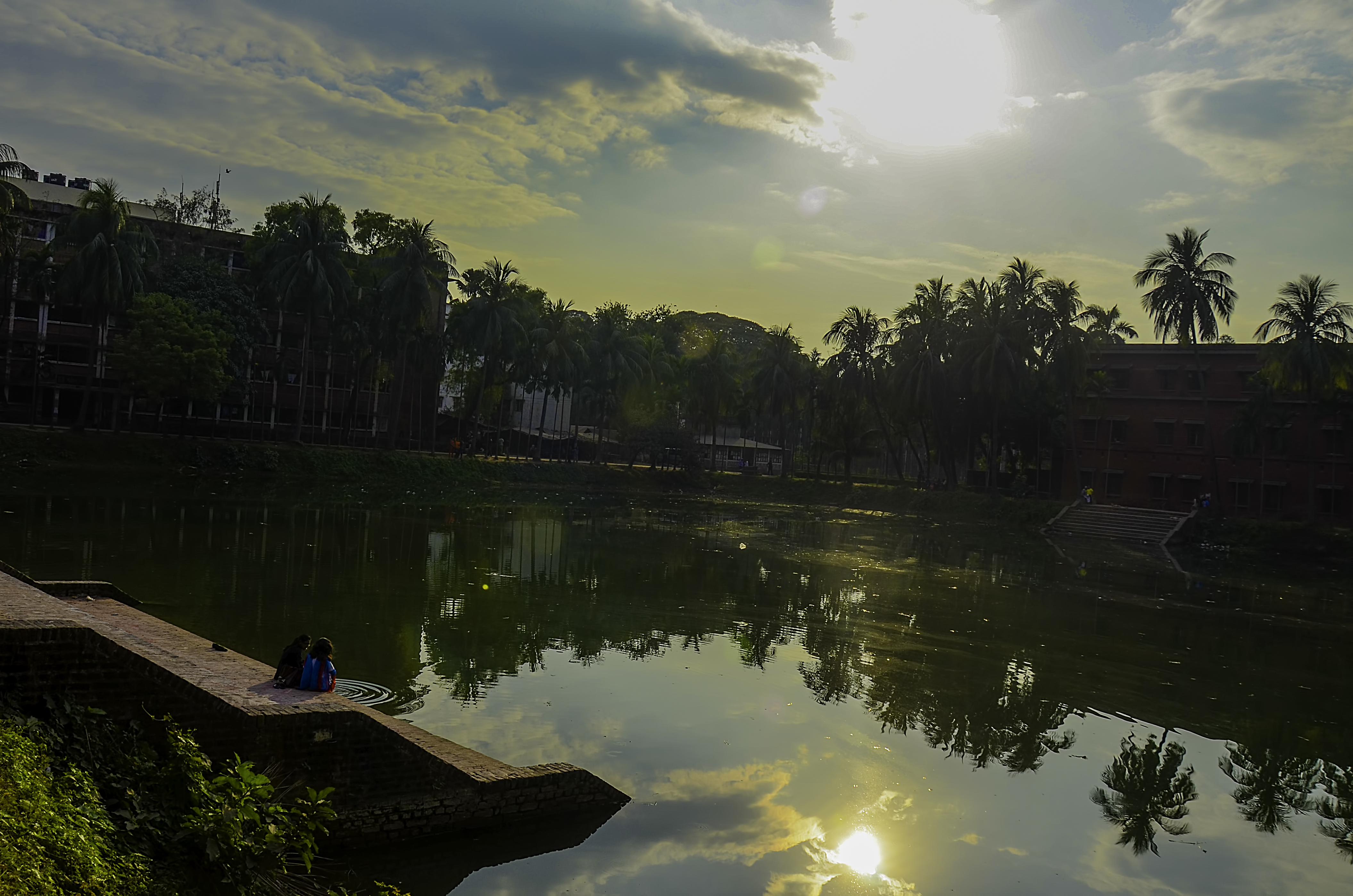
Stagno di Shahidullah Hall, Università di Dacca.

3. Bangabandhu Sheikh Mujibur Rahman Hall
4. Bangladesh-Kuwait Maitree Hall
5. Begum Fazilatunesa Mujib Hall
6. Bijoy Ekattor Hall
7. Fazlul Haq Muslim Hall
8. Haji Muhammad Mohshin Hall
9. IBA Hostel
10. ILET Hostel
11. Jagannath Hall
12. Kabi Jashimuddin Hall
13. Kabi Sufiya Kamal Hall
14. Muktijoddha Ziaur Rahman Hall
15. Nawab Faizunnessa Chowdhurani Chhatrinibash (Hostel)
16. Ruqayyah Hall
17. Salimullah Muslim Hall
18. Sergeant Zahurul Haq Hall (formerly Iqbal Hall)
19. Shahidullah Hall
20. Shahnewaz Hostel
21. Shamsunnahar Hall
22. Sir P.J. Hartog International Hall
23. Surya Sen Hall[7]

#### Alloggi
1. Bangabandhu Tower
2. Fuller Road Teacher's Quarter
3. Isha Khan Road Residential Area
4. Shaheed Abul Khair Bhaban
5. Saheed Munir Chowdhury Bhaban[8]

### Librerie
La Libreria universitaria, ospitata in tre diversi edifici, è la più grande del Bangladesh. La libreria contiere una collezione con più di 617.000 volumi, compresi volumi rilegati di periodici. Inoltre, ha una collezione con più di 30.000 manoscritti in altre lingue e un gran numero di microfilm, microfiche e CD. È abbonata a più di 300 riviste straniere.
La Libreria dell'Università di Dacca comprises tre edifici: l'edificio amministrativo, l'edificio principale della libreria e l'edificio della libreria scientifica.